# التكنولوجيا المالية في الهند
يعود تاريخ التكنولوجيا المالية في الهند إلى أواخر السبعينيات وأوائل الثمانينيات من القرن العشرين. يُشير مفهوم التكنولوجيا المالية أو التقانة المالية إلى مجموعة من الشركات التي تستخدم أساليبًا تقنية لتقديم الخدمات المالية. كانت شركات مثل كيفين تيك وكامس من أوائل شركات التكنولوجيا المالية التي نشأت في الهند، وقد عملت هذه الشركات في قطاعات التأمين وإدارة الأصول والدفع، إلى جانب العديد من القطاعات الأخرى. شهد السوق الهندي استثمارات ضخمة في مختلف القطاعات التي تبنت التكنولوجيا المالية، والتي عززتها جزئيًا الإصلاحات الحكومية القوية والجهود الفعالة لدفع الهند نحو الاقتصاد الرقمي. كما ساهم الانتشار المتزايد لخدمات الإنترنت والهواتف الذكية أيضًا في تعزيز هذه الاستثمارات، مما أدى إلى تبني التقنيات الرقمية وصعود التكنولوجيا المالية في الهند. تُعد الهند واحدة من أكبر وأسرع منظومات التكنولوجيا المالية نموًا في العالم، بحسب تقرير صدر عن شركة إرنست ويونغ، وتأتي في المرتبة الثانية بعد الصين من حيث مؤشر تبني التكنولوجيا المالية، بمعدل تبني بلغ 87%. بلغ التقدير الإجمالي لحجم الاستثمارات في سوق التكنولوجيا المالية في عام 2021 في الهند 50 مليار دولارًا أمريكيا كما ورد في تقرير صادر عن مؤسسة إف آي أيه غلوبال للخدمات التقنية. وفي عام 2024، احتلت الهند المرتبة الثالثة عالميًا في تمويل قطاع التكنولوجيا المالية.

## الاستثمارات
شهد عدد الشركات الناشئة في الهند نموًا ملحوظًا خلال العقدين الثاني والثالث من القرن الحادي والعشرين. فقد ارتفع عدد الشركات الناشئة حديثة التأسيس من 733 شركة ناشئة خلال الفترة ما بين عامي الفترة 2016-2017 إلى أكثر من 14000 شركة ناشئة خلال الفترة ما بين عامي 2021-2022، مما يجعل الهند ثالث أكبر بيئة للشركات الناشئة في العالم بعد الولايات المتحدة الأمريكية والصين. ومن بين هذه الشركات، يوجد حوالي 6600 شركة ناشئة تعمل في قطاع التكنولوجيا المالية، بقيمة سوقية بلغت 31 مليار دولار أمريكي في عام 2021. ويعود هذا النمو السريع في عدد الشركات الناشئة إلى وفرة المواهب، واللوائح التنظيمية المواتية، وزيادة تدفق رأس المال الاستثماري خلال العقد المنصرم. كما ساهم في هذا النمو الانتشار المتزايد للهواتف الذكية وخدمات الإنترنت، إلى جانب الطلب المتزايد على الخدمات المصممة خصيصًا لتوفير تجربة عملاء متميزة للجمهور.
حصلت التكنولوجيا المالية على تمويل كبير من الشركات صاحبة رأس المال الاستثماري وشركات الأسهم الخاصة. فقد بلغ حجم الاستثمار في شركات التكنولوجيا المالية ما مجموعه 8 مليارات دولار أمريكي من خلال حوالي 1000 صفقة وفقًا لقاعدة بيانات تراكسن التي حصلت عليها شركة ديلويتي خلال الفترة من عام 2015 وحتى منتصف عام 2020. وبلغ حجم الاستثمار في شركات التكنولوجيا المالية خلال عام عام 2021 فقط، والذي شهد ارتفاعًا هائلًا في التمويلات، نحو 8 مليارات دولارًا أمريكيًا. كانت غالبية هذه الصفقات في قطاع الدفع الرقمي، كما شهدت الفترة الأخيرة ارتفاعًا في تمويل قطاعات الإقراض البديل وتكنولوجيا التأمين. شملت الاستثمارات الرئيسية أيضًا استثمارًا بقيمة 600 مليون دولار أمريكي من شركة بي إي، كما قُدرت القيمة الإجمالية للتمويلات المقدمة خلال جولات تمويل رأس المال الاستثماري الخاصة بشركة بهارات بي إي نحو 395 مليون دولار أمريكي، وبلغت القيمة الإجمالية للتمويلات المقدمة خلال جولات تمويل رأس المال الاستثماري الخاصة بشركة ريزورباي 375 مليون دولار أمريكي، على حين بلغت القيمة الإجمالية للتمويلات المقدمة خلال جولات تمويل رأس المال الاستثماري الخاصة بشركة أوفبيزنس 325 مليون دولار أمريكي).

### عوامل النمو الرئيسية
- زيادة التمويل: شجعت الزيادة الكبيرة في حجم التمويلات المتدفقة من كل من رأس المال الاستثماري، والأسهم الخاصة، والاستثمار المؤسسي على نمو شركات التكنولوجيا المالية الناشئة.
- منصات ستاك الهند: وهي مجموعة من واجهات برمجة التطبيقات التي تتيح للحكومات والشركات والشركات الناشئة والمطورين استخدام بنية تحتية رقمية فريدة ومشتركة. وتشمل منصات واجهات برمجة التطبيقات المفتوحة هذه منصة آدهار، وواجهة المدفوعات الهندية الموحدة، ومدفوعات بهارات بيل، وغيرها.
- الابتكارات التكنولوجية: وما يجري من تطوير نماذج أعمال جديدة باستخدام تقنيات مثل التعلم الآلي والذكاء الاصطناعي.
- زيادة مستخدمي الهواتف الذكية والإنترنت: تحتل الهند المرتبة الثانية عالميًا من حيث عدد مستخدمي الهواتف الذكية، حيث يتراوح عددهم بين 550 و600 مليون مستخدم، كما أنها ثاني أكبر سوق لمستخدمي الإنترنت، حيث تجاوز عددهم 795 مليون مستخدم في ديسمبر (كانون الأول) 2020.[5]
- المبادرات الحكومية والجهات التنظيمية: لعبت المبادرات الحكومية، مثل برنامج جان دان يوجانا، وبرنامج ستارت أب الهند، وبرنامج الهند الرقمية، وشبكة تجميع الحسابات، ونظام خصم المستحقات التجارية، وغيرها، دورًا حيويًا في تشجيع نمو الشركات الناشئة. على سبيل المثال، وفّر برنامج ستارت أب الهند حلاً قائمًا على منصة إلكترونية لرواد الأعمال لحماية ملكيتهم الفكرية، كما منح الشركات الناشئة بعض الإعفاءات الضريبية وفقًا لمعايير أهلية محددة.[8] وقد ضمنت اللوائح التي وضعها كل من بنك الاحتياطي الهندي، وهيئة تنظيم الاستثمار في الهند، وهيئة الأوراق المالية والبورصات الهندية زيادة المساءلة والتوافر المستمر لأنظمة مالية رقمية آمنة وبأسعار معقولة.[1]
- التعاون الدولي: مكّن برنامج ستارت أب الهند التعاون بين منظومة الشركات الناشئة الهندية ومنظومة الشركات الناشئة العالمية من خلال بناء جسور تُتيح انطلاقًا سلسًا للشركات الناشئة الجديدة من الدول الشريكة. كما ساهم في تعزيز الحماس من خلال تعزيز تبادل المعرفة وآليات دعم التمويل.[8]

### الشركات الناشئة والشركات أحادية القرن
وفقًا للمسح الاقتصادي الذي نشرته هيئة الاستثمار الهندية بالتعاون مع الوكالة الوطنية لتشجيع وتسهيل الاستثمار، فقد صُنفت 44 شركة ناشئة هندية كشركة أحادية القرن في عام 2021 وحده، وهو ما رفع إجمالي عدد الشركات الهندية وحيدة القرن إلى 83 شركة، بقيمة إجمالية تزيد عن 277 مليار دولار أمريكي. ومن بين هذه الشركات الـ 83، هُناك 15 شركة وحيدة القرن تعمل في قطاع التكنولوجيا المالية بقيمة سوقية بلغت حوالي 60 مليار دولار أمريكي. وفي عام 2024، بلغ عدد شركات الهندية وحيدة القرن العاملة في قطاع التكنولوجيا المالية 26 شركة بقيمة سوقية إجمالية بلغت 90 مليار دولار أمريكي.

### مراكز التكنولوجيا المالية
أنشأت الحكومة الهندية عددا من مجمعات للتكنولوجيا المالية، مثل وادي التكنولوجيا المالية في فيزاج، وأو-هاب بوبانسوار، ومجمع باندرا كورلا، ومركز التكنولوجيا المالية في كولكاتا، ومركز التكنولوجيا المالية في مومباي، بهدف تعزيز البنية التحتية للأعمال في البلاد، وجذب المستثمرين والشركات المالية متعددة الجنسيات لإنشاء مكاتب لها في المركز.

### التنظيم
في أبريل (نيسان) 2025، أُنشئت مؤسسة الهند للتكنولوجيا المالية، وتُعدّ المؤسسة نفسها هيئةً ذاتية التنظيم لقطاع التكنولوجيا المالية في الهند.

## قطاعات التكنولوجيا المالية

### المدفوعات الرقمية

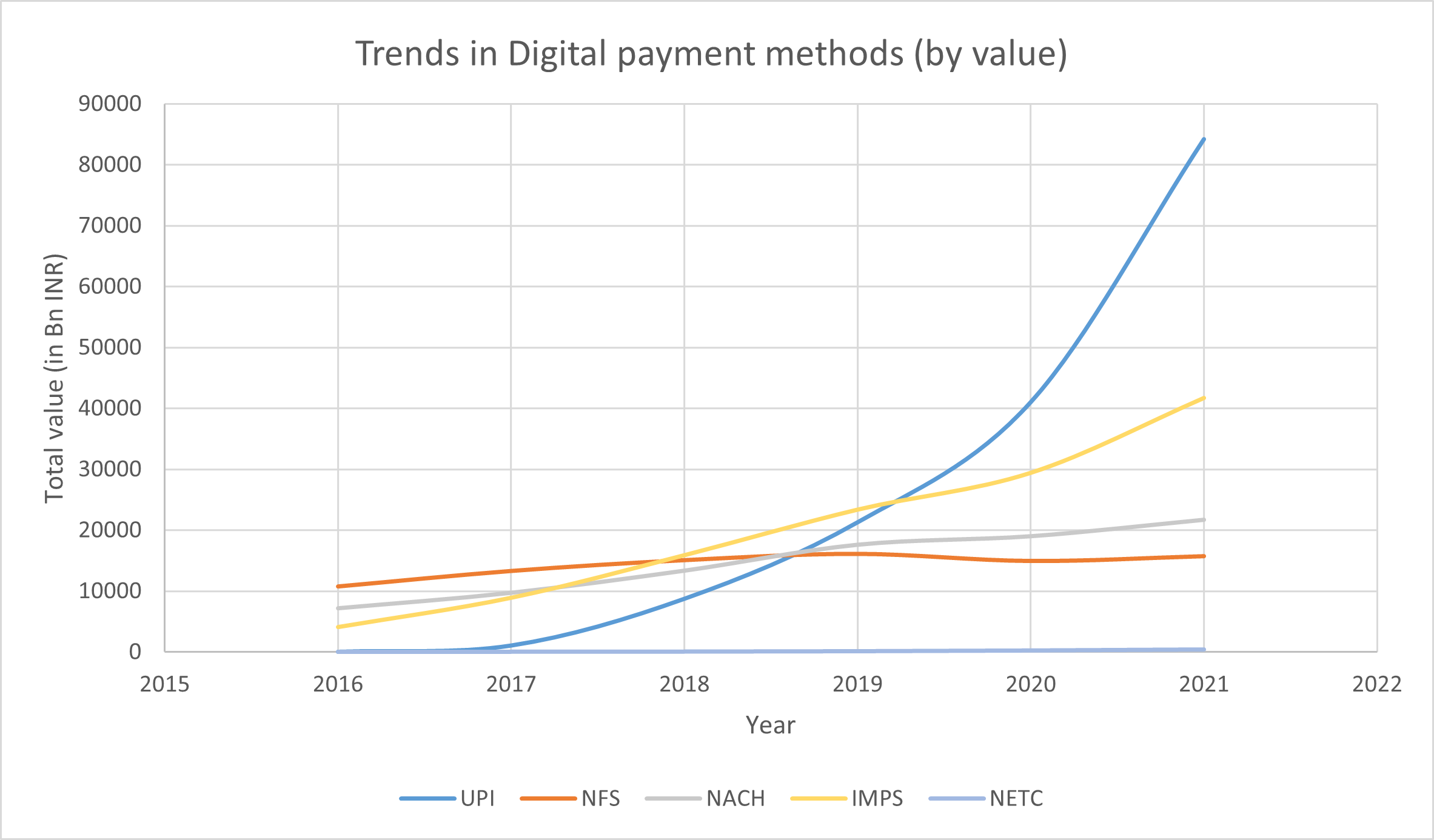
الشكل 1: منحنى يوضح نمو خدمات طرق الدفع الرقمية

شهد قطاع المدفوعات الرقمية في السنوات الأخيرة انتشارًا واسعًا ونموًا ملحوظًا، بمعدل نمو سنوي مركب بلغ حوالي 60% خلال الفترة ما بين عامي 2016 و2020، و37% خلال الفترة ما بين عامي 2019 و2021.
كان من بين الأسباب الرئيسية لازدياد استخدام المدفوعات الرقمية بشكل ملحوظ في السنوات الأخيرة في الهند هو مبادرة إلغاء العملة التي أعلنتها الحكومة الهندية في عام 2016 وتفشي جائحة كوفيد-19 في عام 2020. أدى إلغاء العملة إلى انخفاض عدد المعاملات النقدية حيث استبدلت العملة القديمة بعملة جديدة لوضع حد للمعاملات غير القانونية والتهرب الضريبي. وقد دفع هذا الناس إلى اللجوء إلى استخدام طرق الدفع الرقمية. وقد لوحظت آثار مماثلة مع بداية جائحة كوفيد-19 عندما بدأ الناس يفضلون طرق الدفع بدون تلامس للحد من انتشار العدوى. ويوضح الشكل 1 أن هناك ارتفاعًا هائلاً في قيمة المعاملات التي تتم باستخدام خدمات الدفع الرقمية، بينما يوضح الشكل 2 ارتفاع المنحنى السنوي لعدد معاملات الدفع الرقمي. يمكن أن تُعزى هذه الزيادة في استخدام خدمات الدفع الرقمية إلى سهولة توصيل المُستهلك بخدمات الدفع الرقمي بأي منصة تقنية، ومساعدتها في إضافة طرق الدفع الرقمي كميزة مفيدة تركز على المستهلك. حظيت شركات التكنولوجيا المالية في الهند بأعلى نسبة تمويل لخدمات اللدفع الرقمي من بين جميع قطاعات التكنولوجيا المالية، بحسب تقرير صدر عن شركة إرنست ويونغ، وطبقًا لقاعدة بيانات تراكسن التي حصلت عليها شركتا إرنست ويونغ وديلويتي، فقد تأسست ما يزيد عن 500 شركة ناشئة في مجال التكنولوجيا المالية في هذا القطاع خلال الفترة ما بين عامي 2014 و2019. كما حصلت شركات التكنولوجيا المالية المتخصصة في المدفوعات الرقمية على استثمار بلغ حوالي مليار دولار أمريكي في الأشهر الخمسة الأولى فقط من عام 2021، مقارنةً بتمويل بلغ 1.4 مليار دولار أمريكي فقط حصلت عليه الشركات العاملة في هذا القطاع خلال عام 2020 بأكمله. ونظرًا للزيادة الكبيرة في الاستثمارات الموجهة لشركات التكنولوجيا المالية في الهند، فقد أضيفت في عام 2021، تمت ثلاثة شركات ناشئة جديدة إلى قطاع المدفوعات الرقمية بحلول الربع الأول من عام 2022، ليصل العدد الإجمالي إلى 8 شركات ناشئة بقيمة إجمالية بلغت 243 مليار دولار أمريكي، وتشمل هذه الشركات بهارات بي، وبيلديسك، وكاشفري وكريد وبايتم، وفون بي، وباين لابس، وريزور باي وزيتا.

### الإقراض البديل
تهدف شركات التكنولوجيا المالية في قطاع الإقراض البديل إلى سد الفجوة الكبيرة بين العرض والطلب على الائتمان في البلاد. وتعمل هذه الشركات على سدّ هذه الفجوة من خلال التركيز على تحسين تجربة العملاء وزيادة كفاءات التشغيل، من خلال تطبيق نماذج تقييم الائتمان التقليدية والبديلة، وسير العمل الرقمي. ووفقًا لقاعدة بيانات تراكسن التي حصلت عليها شركة إرنست ويونغ، يُعدّ الإقراض البديل ثاني أكبر قطاعات التكنولوجيا المالية من حيث تلقي للاستثمارات بعد قطاع خدمات الدفع الرقمي، فقد حظي بنسبة بلغت 29% من إجمالي الاستثمارات في التكنولوجيا المالية. وقد شهد قطاع الإقراض الرقمي للأفراد في الهند نموًا ملحوظًا خلال العقد الثاني وبدايات العقد الثالث من القرن الحادي والعشرين (2012-2022) وارتفع من 9 مليارات دولار أمريكي إلى 270 مليار دولار أمريكي، بمعدل نمو سنوي مركب بلغ 39.5%. ويُعزى هذا النمو الهائل في قطاع الإقراض إلى عوامل مختلفة كان من أهمها:
- انخفاض معدل انتشار بطاقات الائتمان: بلغ عدد حاملي بطاقات الائتمان، وفقًا لبيانات بنك الاحتياطي الهندي، 62 مليونًا في عام 2021.[15] وعلى الرغم من أن عددهم قد ارتفع بمعدل نمو سنوي مركب قدر بحوالي 20% في السنوات الأربع الماضية، فإن العدد الفعلي لحاملي بطاقات الائتمان في الهند لا يزال منخفضًا بالنظر إلى عدد السكان المؤهلين للحصول على بطاقات الائتمان في الهند.
- نسبة السكان غير المتعاملين مع البنوك: وفقًا لتقرير فيندكس العالمي الصادر عن البنك الدولي لعام 2017، فإن 80% من المواطنين البالغين في الهند (15 عامًا فأكثر) لديهم حساب مصرفي.[16] وهذا يدل على أن هناك حوالي 190 مليون هندي فوق سن 15 عامًا ليس لديهم حساب مصرفي وبالتالي لا يمكنهم الحصول على أي خدمات ائتمانية أو أي نوع من القروض.
- الفجوة الائتمانية الهائلة: تبلغ فجوة تمويل المستهلك في الهند 300 مليار دولار بينما تبلغ فجوة التمويل للشركات متناهية الصغر والصغيرة والمتوسطة 240 مليار دولار.[14]

تأسست في الهند حوالي 450 شركة ناشئة في مجال التكنولوجيا المالية من العاملين في قطاع الإقراض البديل خلال الفترة ما بين عامي 2014-2019 بتمويل إجمالي بلغت قيمته حوالي 1.7 مليار دولار أمريكي. وتشمل الشركات الناشئة في هذا القطاع شركات مثل سلايس وأوكسيزو للخدمات المالية. كما أن هناك العديد من المنصات البديلة الناشئة في هذا المجال، مثل منصة أيه إن كيو فينانس، والتي تسعى لحل مشكلة الفجوة الهائلة الائتمان من خلال الابتكار وتوسيع نطاقات الائتمان. وتشمل نماذج الأعمال الرئيسية التي نجحت مع شركات التكنولوجيا المالية في مجال الإقراض البديل: الإقراض الرقمي، والأقساط الشهرية المتساوية/نقاط البيع، وإقراض المشاريع الصغيرة والمتوسطة، وقروض اشترِ الآن وادفع لاحقًا، والإقراض من ند إلى ند.

#### الإقراض الرقمي
يهدف الإقراض الرقمي إلى توفير عامل تمييزي، سواءً من حيث تجربة المستخدم أو السرعة أو الراحة أو خدمة العملاء، لعملائه النهائيين. كما أنه يسد الفجوة بين فرص الإقراض غير المُستغلة، مثل العملاء الجدد في مجال الائتمان والمستهلكين الذين تقل درجاتهم الائتمانية عن 700. ووفقًا لبيانات نشرتها شركة إكسبريان لمكتب الائتمان، فقد بلغت القيمة الإجمالية للقروض الرقمية الممنوحة للمُستهلكين في الهند حوالي 350 مليار دولار أمريكي، كان 36% منها للمستهلكين الجدد في مجال الائتمان. وتمنحت شركات التكنولوجيا المالية الحصة الأكبر من الائتمان لهؤلاء المستهلكين الجدد. يشجع النظام المالي الهندي شركات التمويل غير المصرفية على توفير هذه الخيارات البديلة للمستهلكين من خلال الاستفادة من الابتكار والتكنولوجيا.
في مجال الإقراض الرقمي الفردي، هناك نموذجان رئيسيان للأعمال، أحدهما هو نموذج المستهلك، والآخر هو نموذج سوق القروض. تُقدم نماذج الإقراض الاستهلاكي، مثل مونيفيو، واجهات استخدام حديثة وتُسهّل تجربة الإقراض. أما نماذج سوق القروض، مثل بيسابازار، فتُتيح للمستهلكين خيارات متعددة ضمن منصة واحدة. وبالإضافة إلى تحسين التجارب، فإن بعض شركات التمويل غير المصرفية، مثل شركات ريففين ودي إم آي فينانس وفليكسيلونز وليندنغ كارت، تُحوّل عمليات الاكتتاب إلى عمليات رقمية لتوفير عروض فورية للمستهلكين.

#### قروض اشترِ الآن وادفع لاحقًا
تُمثل قروض «اشترِ الآن وادفع لاحقًا» حلًا تمويليًّا قصير الأجل يتيح للعملاء إجراء عملية شراء ودفع ثمنها في تاريخ لاحق، وعادةً ما يكون ذلك بدون فوائد. وتتمثل القيمة الرئيسية لهذا الحل في سهولة الحصول على ائتمان عند إتمام عملية الشراء. وكما هو الحال في أي منتج إقراض آخر، فإن مصدر الدخل الرئيسي لهذا الحل هو الدخل من الفوائد والرسوم المستحقة عند عدم سداد العملاء في الوقت المحدد. حتى عام 2019، كان نحو 22 مليون مستهلك هندي يبحثون شهريًا عن ائتمان، وقد تراجع 70% منهم عن طلباتهم في منتصف الطريق بسبب وجود تعقيدات مختلفة في عملية الائتمان التقليدية. وهنا يكمن الفارق الكبير في المزايا الرئيسية لمنتجات اشترِ الآن وادفع لاحقًا، مثل الشفافية في التكاليف والفوائد، وسهولة الدفع، ووبالتالي، ساعدت في التخفيف من آثار ارتفاع الطلب الاستهلاكي على الائتمان وانخفاض انتشار بطاقات الائتمان. ومن أبرز الشركات التي توفر خدمات الدفع الإلكتروني غير المضمونة من خلال منتجات اشترِ الآن وادفع لاحقًا شركات فيسوز وسيجي لتوصيل الطعام، والتي تستخدم منصات طورتها شركات ناشئة مثل شركة سمبل وشركة ليزي باي، والتي تتيح للعميل دفع ثمن توصيل الطعام لاحقًا. كما بدأت بعض شركات توصيل سيارات الأجرة مثل أوبر وأولاكابس، ومنصات التسوق الإلكتروني مثل أمازون وفليبكارت في توفير خيارات الدفع لاحقًا لعملائها.

#### الإقراض من ند إلى ند
يُشير مُصطلح الإقراض من ند إلى ند إلى اتفاق مالي بين شخصين دون تدخل أي وسيط، مما يُغني عن النفقات التي تتحملها المؤسسات المالية. يُقرض المُقرضون الذين يرغبون في تحقيق عوائد أعلى من أموالهم الفائضة المقترضين الذين يبحثون عن قروض سريعة وغير مضمونة منخفضة التكلفة. يمكن أن تشمل هذه القروض قروضًا شخصية أو تجارية أو تعليمية. تُوفّر شركات التكنولوجيا المالية، مثل شركة فيرسينت، البنية التحتية اللازمة لتقديم خدمات الإقراض من ند إلى ند لهؤلاء المُقرضين والمقترضين. وتشمل شركات التكنولوجيا المالية التي توفر خدمات الإقراض من ند إلى ند شركات مثل ليندنكلاب وليندبوكس وفيرسنت وروبيسيركل وآي تو آي فاندينغ، وغيرها.

#### قروض المشاريع متناهية الصغر والصغيرة والمتوسطة
تُعدّ المشاريع متناهية الصغر والصغيرة والمتوسطة ذات أهمية بالغة لاقتصاد الهند، إذ تُساهم بأكثر من 29% من الناتج الإجمالي المحلي للهند، بحصة بلغت 49.4% و49.8% من إجمالي الصادرات في عامي 2021 و2020 على التوالي. ووفقًا لتقرير مؤسسة نبض المشاريع متناهية الصغر والصغيرة والمتوسطة الصادر عن بنك تنمية الصناعات الصغيرة الهندي بالتعاون مع مركز ترانزيونيون سيبيل، يبلغ إجمالي تعرض المشاريع متناهية الصغر والصغيرة والمتوسطة لائتمانات هذه الشركات 17.75 تريليون روبية هندية، وهو ما يُمثل حوالي ربع إجمالي تعرض القروض التجارية للهند، والذي بلغ 64.45 تريليون روبية هندية في يناير 2020. وتشمل بعض شركات التكنولوجيا المالية العاملة بشكل رئيسي في هذا المجال شركات مثل وفلكيلونز وكريدكس وسي تو إف أو.

### تكنولوجيا التأمين
بلغ معدل انتشار التأمين على الحياة في الهند 3.2% خلال السنة المالية 2021، بينما بلغ معدل انتشار التأمين على غير الحياة خلال نفس العام المالي 1.0%، ليصل إجمالي معدل الانتشار إلى 4.2%. يُحسب انتشار التأمين كنسبة مئوية من أقساط التأمين إلى الناتج المحلي الإجمالي. ومع ذلك، يتمتع سوق التأمين في الهند بإمكانيات هائلة للنمو بفضل انتماء معظم سكانها إلى فئة الدخل المتوسط، والسياسات التنظيمية المواتية. بلغ إجمالي نمو أقساط التأمين الحقيقية في الهند 6.9%، وهو ما يزيد عن ضعف المتوسط العالمي البالغ 2.9%. وفي السنوات الأخيرة، بدأ قطاع التأمين في الهند تطبيق تقنيات جديدة لتوزيع التأمين بكفاءة. تشمل هذه التقنيات، على سبيل المثال لا الحصر، الأجهزة القابلة للارتداء، والمنتجات المرتبطة بإنترنت الأشياء، وغيرها. يشهد السوق الهندي في الوقت الحالي ارتفاعًا مفاجئًا في معدلات الطلب على خدمات التأمين بأقساط صغيرة، والتأمين الجزئي، وقدرات إدارة المطالبات عن بُعد، وبرامج الدردشة الآلية لتحسين خدمة العملاء. وقد أدى ذلك إلى ظهور فرص جديدة لقطاع تكنولوجيا التأمين في الهند. وبحسب التقارير التي حصلت عليها شركة إرنست ويونغ من قاعدة بيانات تراكسن، فهناك أكثر من 300 شركة عاملة في مجال تكنولوجيا التأمين في الهند، مثل شركات آكو وتورتلمنت وبوليسيبوص دوت كوم وغيرها. كما تضمن هذا القطاع شركتين ناشئتين جديدتين هما شركة بوليسي بازار وديجيت إنشورانس.